# Ałaj Osz
Ałaj Osz (kirg. Футбол клубу «Алай» Ош) – kirgiski klub piłkarski, mający siedzibę w mieście Osz, w południowo-zachodniej części kraju.

## Historia
Chronologia nazw:
- 1960: drużyna miasta Osz (ros. команда города Ош)
- 1965: Szachtior Osz (ros. «Шахтёр» Ош)
- 1967: Ałaj Osz (ros. «Алай» Ош)
- 1994: Ałaj-Osz-Pirim Osz (ros. «Алай-Ош-Пирим» Ош)
- 1995: Ałaj Osz (ros. «Алай» Ош)
- 1996: Dinamo-Ałaj Osz Osz (ros. «Динамо-Алай» Ош)
- 2002: Ałaj Osz (ros. «Алай» Ош)

Piłkarski klub został założony w miejscowości Osz w roku 1960. W 1965 jako Szachtior Osz startował w rozgrywkach Pucharu ZSRR oraz debiutował w Klasie B, rosyjskiej strefie 5 Mistrzostw ZSRR, w której występował do 1972, z wyjątkiem 1970, kiedy zmagał się w Klasie B, strefie środkowoazjatyckiej. Potem występował tylko w rozgrywkach regionalnych (Mistrzostwa Kirgiskiej SRR). Dopiero w 1982 ponownie startował w Drugiej Lidze, strefie 7, w której występował do 1989. W latach 1990–1991 występował w Drugiej Niższej Lidze, strefie 9.
W 1992 po uzyskaniu niepodległości przez Kirgistan klub debiutował w rozgrywkach Wyższej Ligi Kirgistanu. W 1996 klub połączył się z klubem Dinamo Osz, który w 1995 również występował w Wyższej lidze. Klub przyjął nazwę Dinamo-Ałaj Osz. Jednak w 2002 fuzja rozpadła się na dwa kluby - Ałaj Osz i Dinamo-UWD Osz. W 2003 klub ponownie startował w Wyższej lidze. W 2010 przez sytuację polityczną w kraju zrezygnował z rozgrywek, ale w 2011 ponownie występował w Wyższej lidze.

## Sukcesy

### Trofea międzynarodowe
| \| \| Zdobyte trofea w rozgrywkach międzynarodowych (stan na: 31-12-2015) \| |                                                                     |      |          |
| Rozgrywki                                                                    | Osiągnięcie                                                         | Razy | Sezon(y) |
| · Liga Mistrzów AFC                                                          | zdobywca                                                            | 0    |          |
| · Liga Mistrzów AFC                                                          | finalista                                                           | 0    |          |
| Puchar AFC                                                                   | zdobywca                                                            | 0    |          |
| Puchar AFC                                                                   | finalista                                                           | 0    |          |
| Puchar AFC                                                                   | 4.miejsce w grupie                                                  | 1    | 2014     |
| Azjatycki Puchar Zdobywców                                                   | zdobywca                                                            | 0    |          |
| Azjatycki Puchar Zdobywców                                                   | finalista                                                           | 0    |          |
| Puchar Prezydenta AFC                                                        | zdobywca                                                            | 0    |          |
| Puchar Prezydenta AFC                                                        | finalista                                                           | 0    |          |
| FIFA                                                                         | Zdobyte trofea w rozgrywkach międzynarodowych (stan na: 31-12-2015) |      |          |

### Trofea krajowe
Kirgistan
| \| \| Zdobyte trofea w rozgrywkach Kirgistanu (stan na: 15-07-2020) \| |                                                               |      |                                                      |
| Rozgrywki                                                              | Osiągnięcie                                                   | Razy | Sezon(y)                                             |
| Mistrzostwo                                                            | I miejsce                                                     | 4    | 2013, 2015, 2016, 2017                               |
| Mistrzostwo                                                            | II miejsce                                                    | 1    | 2018                                                 |
| Mistrzostwo                                                            | III miejsce                                                   | 6    | 1992, 1993, 1996, 2008, 2009, 2012                   |
| Puchar                                                                 | zdobywca                                                      | 2    | 2013, 2020                                           |
| Puchar                                                                 | finalista                                                     | 9    | 1992, 1994, 1997, 1998, 2000, 2009, 2016, 2017, 2018 |
| Superpuchar                                                            | zdobywca                                                      | 0    |                                                      |
| Superpuchar                                                            | finalista                                                     | 1    | 2014                                                 |
| II liga                                                                | I miejsce                                                     | ?    |                                                      |
| II liga                                                                | II miejsce                                                    | ?    |                                                      |
| II liga                                                                | III miejsce                                                   | ?    |                                                      |
| Kirgistan                                                              | Zdobyte trofea w rozgrywkach Kirgistanu (stan na: 15-07-2020) |      |                                                      |

ZSRR
| \| \| Zdobyte trofea w rozgrywkach Związku Radzieckiego (stan na: 31-12-1991) \| |                                                                         |      | |
| Rozgrywki                                                                        | Osiągnięcie                                                             | Razy | Sezon(y)                                                                                            |
| Mistrzostwo                                                                      | I miejsce                                                               | 0    | |
| Mistrzostwo                                                                      | II miejsce                                                              | 0    | |
| Mistrzostwo                                                                      | III miejsce                                                             | 0    | |
| Puchar                                                                           | zdobywca                                                                | 0    | |
| Puchar                                                                           | finalista                                                               | 0    | |
| Puchar                                                                           | 1/4 finału (1/1024)                                                     | 3    | 1965/66 (5 strefa rosyjska), 1966/67 (strefa środkowoazjatycka), 1967/68 (strefa środkowoazjatycka) |
| II liga                                                                          | I miejsce                                                               | 0    | |
| II liga                                                                          | II miejsce                                                              | 0    | |
| II liga                                                                          | III miejsce                                                             | 0    | |
|                                                                                  | Zdobyte trofea w rozgrywkach Związku Radzieckiego (stan na: 31-12-1991) |      | |

- Klasa B/Wtoraja Liga ZSRR (D3):
  - 4.miejsce (1x): 1969 (7 gr.środkowoazjatycka)

### Inne trofea
- Puchar Legend Kirgistanu:
  - zdobywca: 2012

## Stadion
Klub rozgrywa swoje mecze domowe na stadionie im. Akmatbeka Süjümbajewa w Oszu, który może pomieścić 12000 widzów.